# Amphoe Nong Ki
Amphoe Nong Ki (Thai: อำเภอ หนองกี่) ist ein Landkreis (Amphoe – Verwaltungs-Distrikt) im Westen der Provinz Buri Ram. Die Provinz Buri Ram liegt in der Nordostregion von Thailand, dem so genannten Isan. 

## Geographie
Benachbarte Distrikte (von Nordosten im Uhrzeigersinn): die Amphoe Nong Hong, Chamni, Nang Rong und Non Suwan der Provinz Buri Ram sowie die Amphoe Soeng Sang, Khon Buri und Nong Bun Mak in der Provinz Nakhon Ratchasima.

## Geschichte
Nong Ki wurde am 1. März 1974 zunächst als Unterbezirk (King Amphoe) eingerichtet, indem die drei Tambon Nong Ki, Yoei Prasat und Mueang Phai vom Amphoe Nang Rong abgetrennt wurden.
Am 12. April 1977 wurde er zum Amphoe heraufgestuft.

## Verwaltung

### Provinzverwaltung
Der Landkreis Nong Ki ist in zehn Tambon („Unterbezirke“ oder „Gemeinden“) eingeteilt, die sich weiter in 108 Muban („Dörfer“) unterteilen.
| Nr.  | Name                   | Thai         | Muban | Einw.  |
| ---- | ---------------------- | ------------ | ----- | ------ |
| 01.  | Nong Ki                | หนองกี่        | 08    | 05.572 |
| 02.  | Yoei Prasat            | เย้ยปราสาท    | 10    | 06.048 |
| 03.  | Mueang Phai            | เมืองไผ่       | 18    | 09.630 |
| 04.  | Don Arang              | ดอนอะราง     | 15    | 10.507 |
| 05.  | Khok Sawang            | โคกสว่าง      | 09    | 05.643 |
| 06.  | Thung Kratat Phatthana | ทุ่งกระตาดพัฒนา | 12    | 08.480 |
| 07.  | Thung Kraten           | ทุ่งกระเต็น     | 09    | 06.541 |
| 08.  | Tha Pho Chai           | ท่าโพธิ์ชัย      | 09    | 04.494 |
| 09.  | Khok Sung              | โคกสูง        | 08    | 06.643 |
| 010. | Bu Krasang             | บุกระสัง       | 10    | 06.265 |

### Lokalverwaltung
Es gibt drei Kommunen mit „Kleinstadt“-Status (Thesaban Tambon) im Landkreis:
- Don Arang (Thai: เทศบาลตำบลดอนอะราง) besteht aus dem ganzen Tambon Don Arang.
- Nong Ki (Thai: เทศบาลตำบลหนองกี่) besteht aus Teilen der Tambon Nong Ki, Thung Kratat Phatthana und Thung Kraten.
- San Chao Pho Khun Si (Thai: เทศบาลตำบลศาลเจ้าพ่อขุนศรี) besteht aus weiteren Teilen des Tambon Nong Ki.

Außerdem gibt es acht „Tambon-Verwaltungsorganisationen“ (องค์การบริหารส่วนตำบล – Tambon Administrative Organizations, TAO):
- Yoei Prasat (Thai: องค์การบริหารส่วนตำบลเย้ยปราสาท)
- Mueang Phai (Thai: องค์การบริหารส่วนตำบลเมืองไผ่)
- Khok Sawang (Thai: องค์การบริหารส่วนตำบลโคกสว่าง)
- Thung Kratat Phatthana (Thai: องค์การบริหารส่วนตำบลทุ่งกระตาดพัฒนา)
- Thung Kraten (Thai: องค์การบริหารส่วนตำบลทุ่งกระเต็น)
- Tha Pho Chai (Thai: องค์การบริหารส่วนตำบลท่าโพธิ์ชัย)
- Khok Sung (Thai: องค์การบริหารส่วนตำบลโคกสูง)
- Bu Krasang (Thai: องค์การบริหารส่วนตำบลบุกระสัง)